# A. Film A/S
A. Film A/S est un studio d'animation danois créé en 1988. Le studio est basé à Copenhague et produit des longs métrages d'animation réalisés de manière traditionnelle ou par ordinateur. Le studio est fondé par les animateurs Stefan Fjeldmark, Karsten Kiilerich, Jørgen Lerdam et Hans Perk et le producteur Anders Mastrup. En 1995, le distributeur Egmont achète une participation de 50 % de A. Film A/S, qui fait depuis partie de la branche cinéma du groupe, la Nordisk Film.

## Filmographie
- 1993 : Jungle Jack (Jungledyret)
- 1996 : Jungle Jack 2 : La Star de la Jungle (Jungledyret 2 - den store filmhelt)
- 1997 : When Life Departs (court métrage)
- 2000 : Gloups ! je suis un poisson (Help! I'm a Fish)
- 2004 : Terkel in Trouble
- 2006 : Astérix et les Vikings' (Asterix and the Vikings)
- 2006 : Le Vilain Petit Canard et moi (The Ugly Duckling and Me)
- 2008 : Niko and the Way to the Stars
- 2008 : Journey to Saturn
- 2009 : Mikisoq
- 2010 : Olsen Banden paa de Bonede Gulve
- 2012 : Little Brother, Big Trouble: A Christmas Adventure – Niko 2
- 2013 : The Olsen Gang in Deep Trouble – Olsen Banden paa Dybt Vand
- 2013 : Alfie Atkins: Hocus Pocus
- 2015 : Albert